# بوينتي دي فاليكاس (محطة مترو أنفاق مدريد)
بوينتي دي فاليكاس (بالإسبانية: Puente de Vallecas)‏ هي محطة مترو أنفاق في مدريد في إسبانيا، تقع على الخط رقم 1.